# Алеет Восток
«Але́ет Восто́к» (кит. трад. 東方紅, упр. 东方红, пиньинь Dōngfāng hóng, палл. Дунфан хун) — китайская революционная песня, написанная в середине 1930-х годов. Её авторство приписывается Ли Ююаню, фермеру из провинции Шэньси, а мелодия была взята из крестьянской песни населения Лёссового плато, популярной в округе Яньань, где во время Гражданской войны в Китае находилась основная ставка КПК. Современный вид приобрела после 1950-х годов. Прославляет Мао Цзэдуна и является одним из наиболее ярких примеров выражения его культа личности, была и остаётся самой известной в мире песней про Мао.
Получила широкую известность и популярность в ходе Культурной революции, во времена которой ежедневно исполнялась перед началом учебного дня, вещания телевидения и радио (в том числе как позывные иновещания «Радио Пекина»), являясь фактическим гимном КНР, в то время как автор официального гимна «Марш добровольцев» Тянь Хань находился в заключении, а сам гимн исполнялся редко (и больше в инструментальном варианте). Аккорды «Алеет Восток» передавал с околоземной орбиты первый китайский спутник «Дунфан Хун-1», запущенный в 1970 году.
После начала политики реформ и открытости и отстранения от власти маоистского крыла КПК во главе с Хуа Гофэном, песня в публичном пространстве исполняется нечасто, однако до сих пор отбивается часами на Пекинском вокзале каждый час, а также звучала на торжествах, посвящённых 70-летию образования КНР в октябре 2019 года.
Помимо китайской, существуют также вокально-инструментальные версии на немецком, монгольском, корейском, уйгурском и тибетском языках. Аранжировку песни для пианино выполнил известный английский композитор Корнелиус Кардью.

## Текст
| Традиционные иероглифы | Упрощённые иероглифы | Пиньинь | Система Палладия | Русский перевод | Дословный перевод |
| --- | --- | --- | --- | --- | --- |
| 東方紅，太陽升， 中國出了個毛澤東。 他為人民謀幸福， 呼爾嗨喲，他是人民大救星！ 毛主席，愛人民， 他是我們的帶路人， 為了建設新中國， 呼爾嗨喲，領導我們向前進！ 共產黨，像太陽， 照到哪裡哪裡亮。 哪裡有了共產黨， 呼爾嗨喲，哪里人民得解放！ | 东方红，太阳升， 中国出了个毛泽东。 他为人民谋幸福， 呼尔嗨哟，他是人民大救星！ 毛主席，爱人民， 他是我们的带路人， 为了建设新中国， 呼尔嗨哟，领导我们向前进！ 共产党，像太阳， 照到哪里哪里亮。 哪里有了共产党， 呼尔嗨哟，哪里人民得解放！ | Dōngfāng hóng, tàiyáng shēng, Zhōngguó chū liǎo ge Máo Zédōng, Tā wèi rénmín móu xìngfú, Hū ěr hei yo, tā shì rénmín dà jiù xīng! Máo zhǔxí ài rénmín, Tā shì wǒmén de dài lù rén Wèi liǎo jiànshè xīn Zhōngguó, Hū ěr hei yo, lǐngdǎo wǒmén xiàng qiánjìn! Gòngchǎndǎng xiàng tàiyáng, Zhào dào nǎlǐ nǎlǐ liàng, Nǎlǐ yǒu liao Gòngchǎndǎng, Hū ěr hei yo, nǎlǐ rénmín dé jiěfàng! | Дунфан хун, тайян шэн, Чжунго чу ляо гэ Мао Цзэдун, Та вэй жэньминь моу синфу, Ху эр хэй ё, та ши жэньминь да цзю син! Мао чжуси ай жэньминь, Та ши вомэнь дэ дай лу жэнь Вэй ляо цзяньшэ синь Чжунго, Ху эр хэй ё, линдао вомэнь сян цяньцзинь! Гунчаньдан сян тайян, Чжао дао нали нали лян, Нали ю ляо Гунчаньдан, Ху эр хэй ё, нали жэньминь дэ цзефан! | Алеет Восток, взошло Солнце, В Китае появился Мао Цзэдун. Он работает ради счастья народа, Он — спаситель народа! Председатель Мао любит народ, Он — наш вождь. Чтобы строить новый Китай, Он ведёт нас вперёд! Коммунистическая партия подобна Солнцу: Приносит свет всюду, где она сияет. Там, куда приходит Коммунистическая партия, Там народ становится свободным. | Восток красный, Солнце встает, Китай породил Мао Цзэдуна. Он ищет счастья для людей. Ура, он спаситель народа! Председатель Мао, люби народ, Он наш проводник. Чтобы построить новый Китай, Хурхейо, веди нас вперед! Коммунистическая партия подобна солнцу. Где бы он ни светил, там есть свет. Везде, где есть Коммунистическая партия, Ура, где народ освобожден! |

## Мелодия песни
Мелодия заимствована из популярной народной песни населения Лёссового плато про кунжутное масло:
芝麻油，白菜心，

要吃豆角嘛抽筋筋。

三天不见想死个人，

呼儿嗨哟，哎呀我的三哥哥。
Примерный перевод:
«Кунжутное масло, капустная кочерыжка,

Ешь с коровьими бобами — и накачаешь мускулы о-го-го!

Три дня не видел — и ужасно соскучился

По третьему старшему брату».
В 1938 году на эту мелодию была составлена песня антияпонского сопротивления, которая вдохновила Восьмую Армию, в тексте осталось упоминание о капустной кочерыжке, коровьих бобах и третьем старшем брате, однако пафос песни был антияпонский, хотя песня в целом носила лирический характер.
В 1943 году на эту же мелодию были написаны другие слова, близкие к современному тексту, прославляющие Мао Цзэдуна.
Однако окончательный вид песня приобрела после революции в Китае.